# Guillaume Tell (Grétry)
Guillaume Tell és una opéra-comique, descrita com un drame mise en musique, en tres actes amb música d'André Grétry i llibret en francès de Michel-Jean Sedaine, basada en una obra del mateix nom de Antoine-Marin Lemierre. Es va estrenar a la Comédie-Italienne el 9 d'abril de 1791 a París. A l'ocasió del bicentenari del compositor, va ser recreada a Lieja el 2013 a l'Òpera Reial de Valònia per Stefano Mazzoni.

## Argument
L'òpera s'ambienta a la Suïssa del segle xiii. Com l'obra posterior de Rossini del mateix títol, retrata l'heroica lluita dels patriotes suïssos que aspiren a la llibertat liderats per Tell contra la maldat dels opressors austríacs sota Hermann Gessler, el governador local.